# Doppelkirche
Als Doppelkirche im engeren Sinne wird ein Kirchengebäude bezeichnet, das aus zwei getrennten Hauptschiffen besteht. Diese können durch nachträgliche Aufteilung einer Kirche mittels einer Zwischenwand entstanden sein oder wurden separat über-, neben- oder hintereinander gebaut.
Im Gegensatz dazu wird bei einer Simultankirche ein und derselbe Innenraum von mehreren Konfessionen abwechselnd genutzt.

## Zwei durch eine Mauer getrennte Kirchenschiffe in einem Kirchengebäude

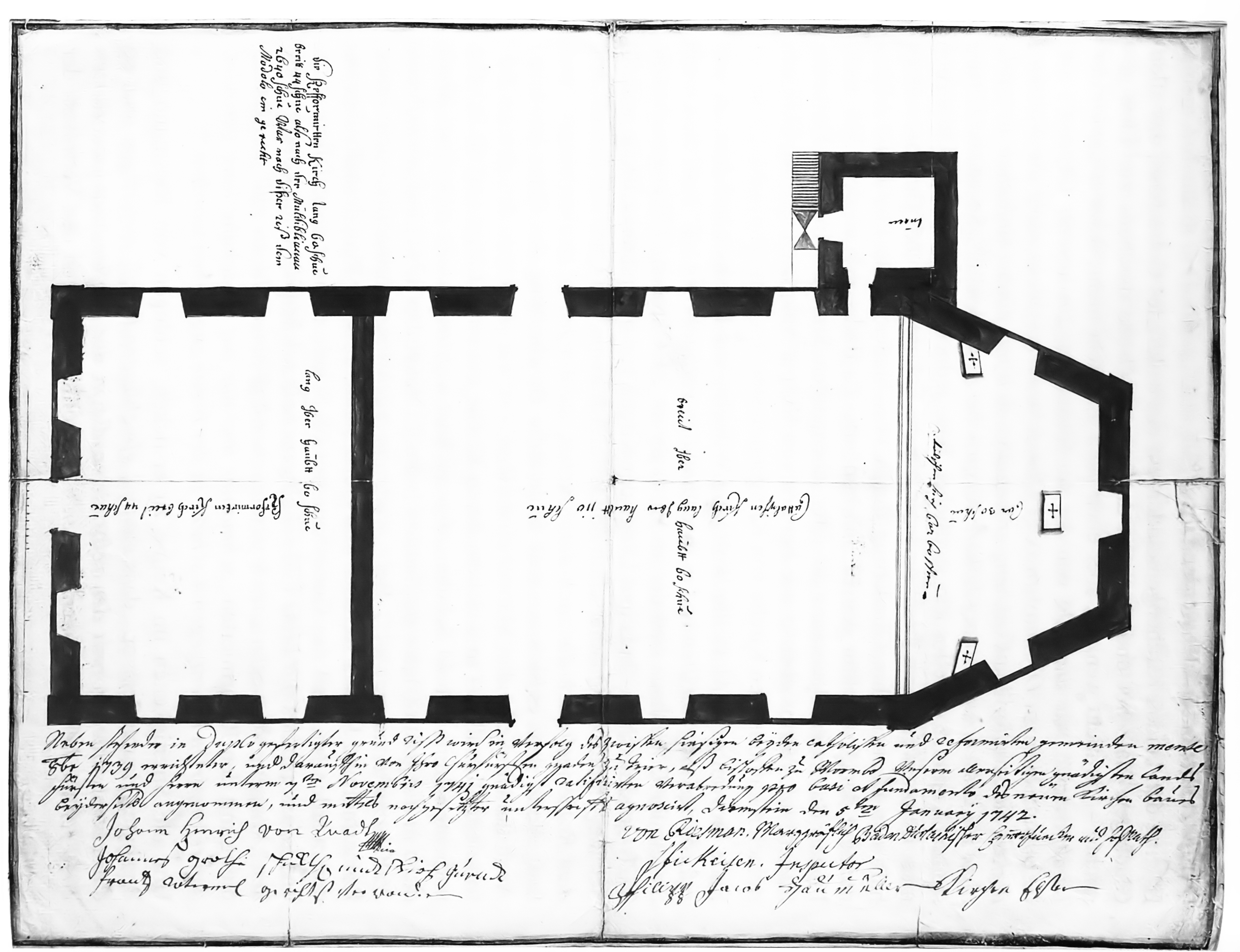
Laurentiuskirche Dirmstein, Grundriss von Franz Rothermel (1741): protestantischer Teil (linkes Drittel) Trennwand katholischer Teil (mit Turm)

Nach der Reformation wurden einige bestehende Kirchen durch eine Trennwand in zwei Gottesdiensträume aufgeteilt – einen für die römisch-katholische Gemeinde und einen für die evangelische Gemeinde. Bei Neubauten sah mitunter bereits der Bauplan eine Trennmauer vor, so bei der Laurentiuskirche in Dirmstein, die 1746/1747 fertiggestellt wurde.
Deutschland

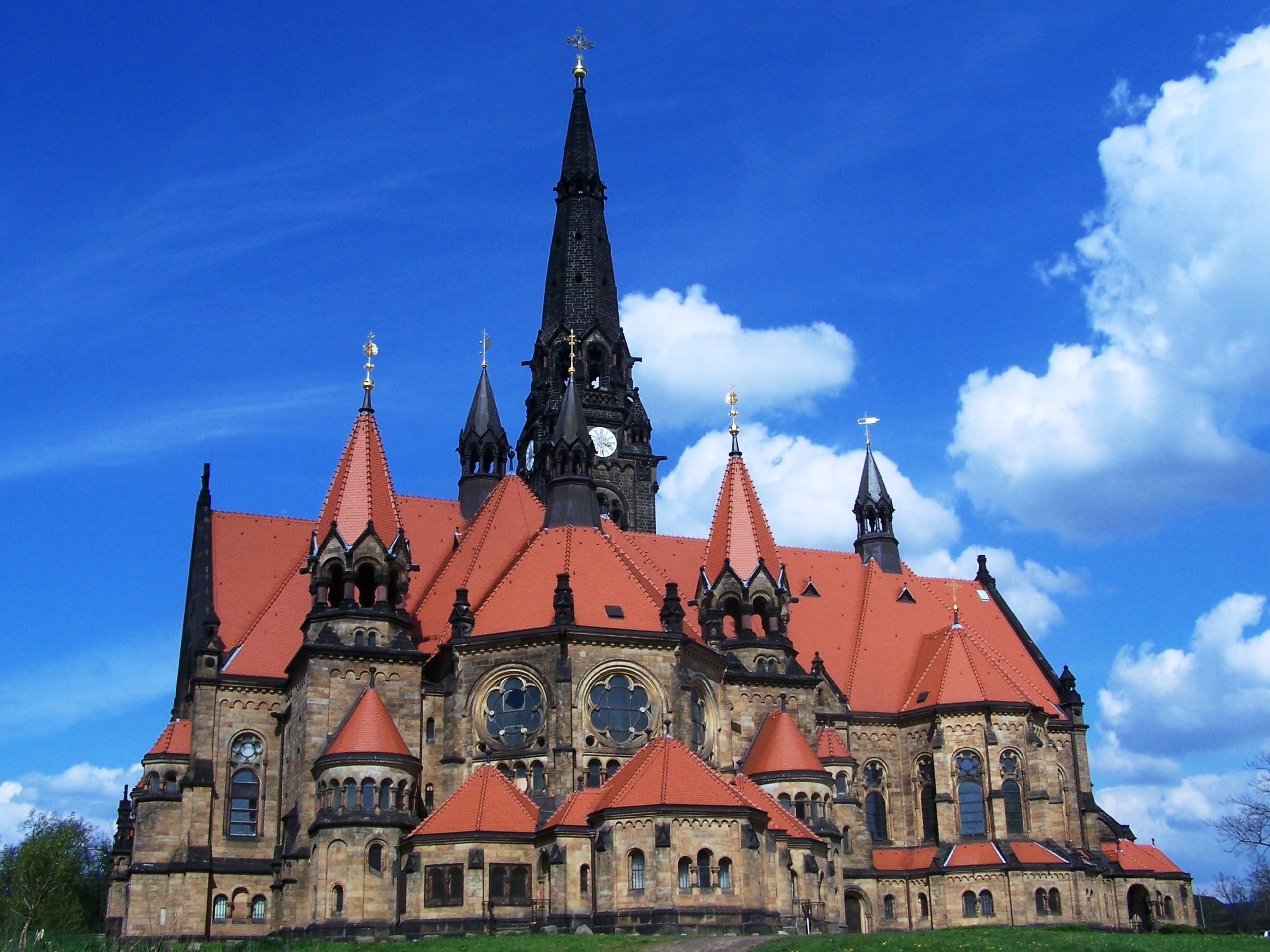
Rückseite der Garnisonkirche in der Dresdner Albertstadt mit evangelischem (links) und katholischem Teil (rechts)

- Dirmstein: Laurentiuskirche mit geplanter Trennwand
- Dresden: Garnisonkirche
- Dorsheim: ehemalige Simultankirche St. Laurentius, heute mit einer Trennwand[3]
- Freiburg im Breisgau: (St.-)Maria-Magdalena-Kirche im Stadtteil Rieselfeld
- Kaub: St. Trinitatis (evangelisch) und St. Nikolaus-Kirche (katholisch)[4]
- Marburg: Ökumenisches Zentrum Thomaskirche auf dem Richtsberg
- Poxdorf (Oberfranken): Unsere liebe Frau in Jerusalem
- Neustadt an der Weinstraße: Stiftskirche

## Übereinander liegende Kirchenschiffe in einem Kirchengebäude
Im Mittelalter entstanden in einigen Kirchen zwei Kirchenschiffe übereinander, zum Beispiel durch Ausbau einer Krypta zu einem eigenen Kirchenschiff. Grund war oft eine Trennung von Stifts- und Pfarrkirche.

### Deutschland
- Greifenstein (Hessen): oben Schlosskirche, unten Katharinenkapelle
- München: Bürgersaal (München)
- Schwarzrheindorf: St. Maria und Clemens
- Wasserburg am Inn: St. Michaels-Kapelle (unten Gruftkirche, oben Pfarrkirche)

### Italien
- Assisi: Doppelkirche San Francesco über dem Grab von Franz von Assisi
- Trani: San Nicola Pellegrino
- Verona: San Fermo Maggiore[6]

### Österreich
- Doppelkirche Haigermoos/Oberösterreich[7]
- Doppelkirche Straden, Steiermark

### Polen
- Breslau: Stiftskirche zum Hl. Kreuz und St. Bartholomäus
- Zgorzelec: Kirchen St. Josef (Oberkirche) und St. Barbara (Unterkirche)

Als Doppelkapellen werden Gebäude bezeichnet, in denen zwei sakrale Räume übereinander gebaut wurden, die durch eine Öffnung miteinander verbunden waren, so dass in beiden Räumen ein gemeinsamer Gottesdienst stattfinden konnte.

## Seitlich aneinander gebaute Kirchen
Einige wenige Doppelkirchenanlagen bestehen aus zwei seitlich aneinander gebauten Kirchen.

### Deutschland
- Brehna: St. Jakobus und St. Clemens (Brehna)
- Schönecken: St. Leodegar und Unserer lieben Frau,[8] an der Südseite angebauter länglicher Neubau
- Vetschau/Spreewald: Wendisch-Deutsche Doppelkirche

### Russland

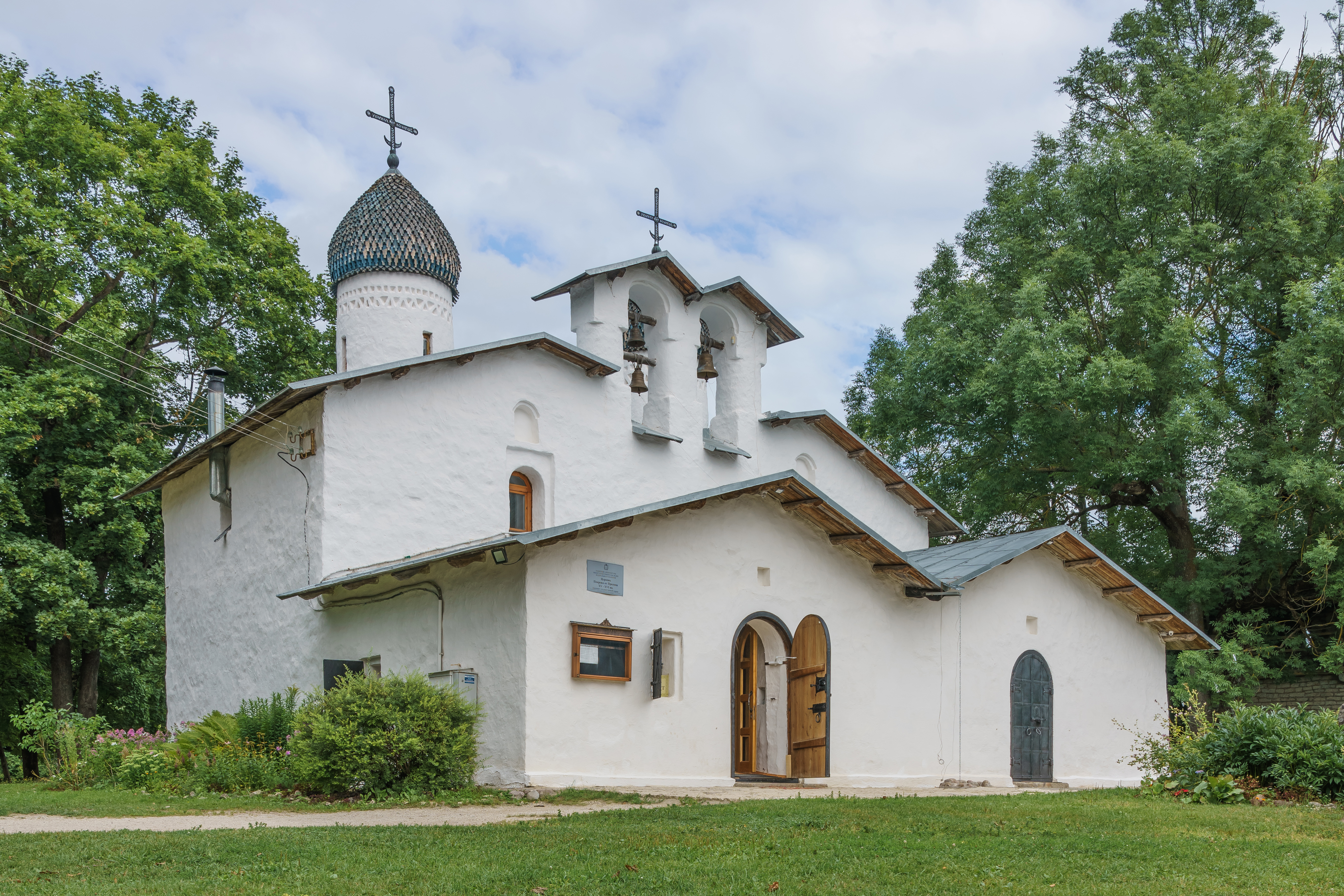
Kirche Mariä Schutz und Geburt in Pskow

- Pskow: Kirche Mariä Schutz und Geburt
- Weliki Nowgorod: Kirche Apostel Philipp und Nikolaus der Wundertäter

## Längs aneinander gebaute Kirchen
In den folgenden Jahrhunderten wurden auch Kirchenanlagen errichtet, bei denen zwei Kirchen längsseitig aneinander gebaut wurden, oft durch einen gemeinsamen Turm in der Mitte voneinander getrennt.

### Deutschland
- Doppelkirche Althaldensleben, Haldensleben
- Wallonisch-Niederländische Kirche, Hanau
- Kirche Lettgenbrunn
- Wallfahrtskirche Mariä Himmelfahrt, Hohenpeißenberg
- Wilnsdorf: Pfarrkirche St. Johannes Baptist

### Frankreich
- St-Pierre-St-Michel-Sts-Innocents, Bueil-en-Touraine

Baukomplex mit Profangebäude
- Mannheim: Konkordienkirche,[9] Kirche mit Turm und Mozartschule

## Kirchen in geringer räumlicher Entfernung

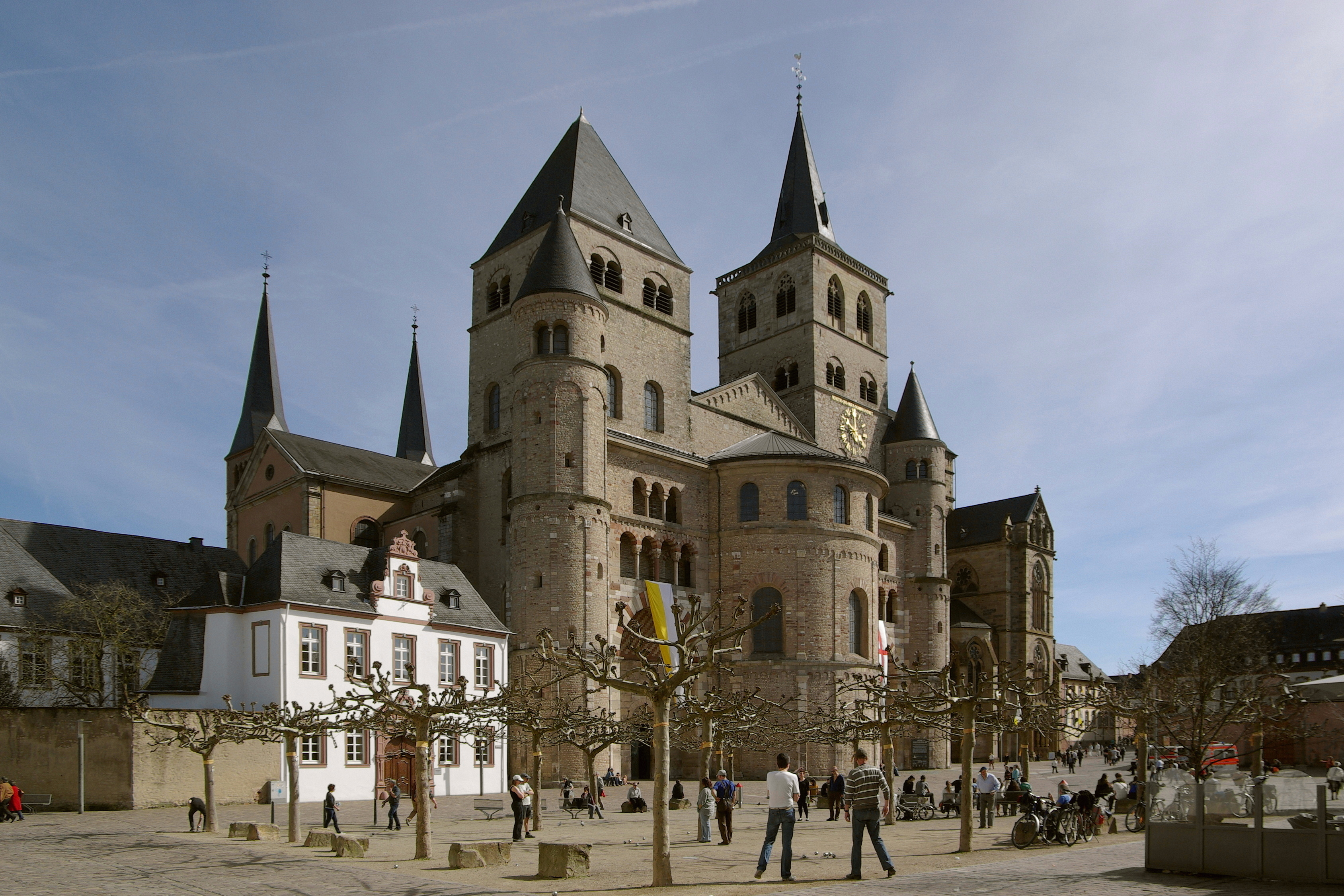
Doppelkirchenanlage in Trier; vorne der Dom, dahinter Liebfrauen

Eine weitere Konstellation, die als Doppelkirche bezeichnet wird, besteht aus in geringer räumlicher Distanz zueinander gebauten separaten Kirchen meist der gleichen Konfession. Diese sind römischen (Trierer Dom und Liebfrauen), mittelalterlichen oder späteren Ursprungs und dienten zwei getrennten Gemeinden, oft als räumliche Trennung der Stifts- oder Klosterkirche von der dazugehörigen Pfarrkirche.
Nach der Säkularisation der katholischen Kirchen im frühen 19. Jahrhundert und der damit verbundenen Aufhebung zahlreicher Stifte wurden diese – oft sehr verschwenderisch ausgestatteten – Kirchen häufig von den Pfarrgemeinden übernommen, während die – meist viel kleineren – alten Pfarrkirchen abgebrochen wurden. Einige Ausführungen haben sich dennoch erhalten.

### Deutschland
- Aachen: Aachener Dom und St. Foillan
- Aachen-Burtscheid: St. Johann Baptist und St. Michael
- Augsburg: Ulrichskirche (ev.) und St. Ulrich und Afra (kath.)
- Augsburg: Katholisch Heilig Kreuz (ursprünglich die Stiftskirche der Chorherren) und Evangelisch Heilig Kreuz (Vorgängerbau diente als katholische Leutekirche für die Bevölkerung)
- Bonn: Münster und ehemalige St. Gangolfskirche
- Erfurt: Dom und St. Severi
- Essen: Dom und St. Johann Baptist
- Halle (Saale): In den vier Türmen der heutigen Marktkirche verbergen sich die Türme der früheren St. Gertruden- und der unmittelbar angrenzenden St. Marienkirche, die 1529/30 dem Neubau weichen mussten.
- Köln: St. Cäcilien und St. Peter
- Magdeburg: Dom und 1968 sowie ab 2003 archäologisch ergrabene Kirche bislang unbekannten Patroziniums (evtl. St. Mauritius-Kloster oder St. Laurentius-Kirche)
- Trier: Dom und Liebfrauen
- Würzburg: Dom und Neumünster

### Österreich
- Globasnitz in Kärnten, Österreich: Zwei Doppelkirchen am Hemmaberg[10]

### Zypern
- Famagusta: Ehemalige Templer- und Johanniterkirchen